# PLANET計画

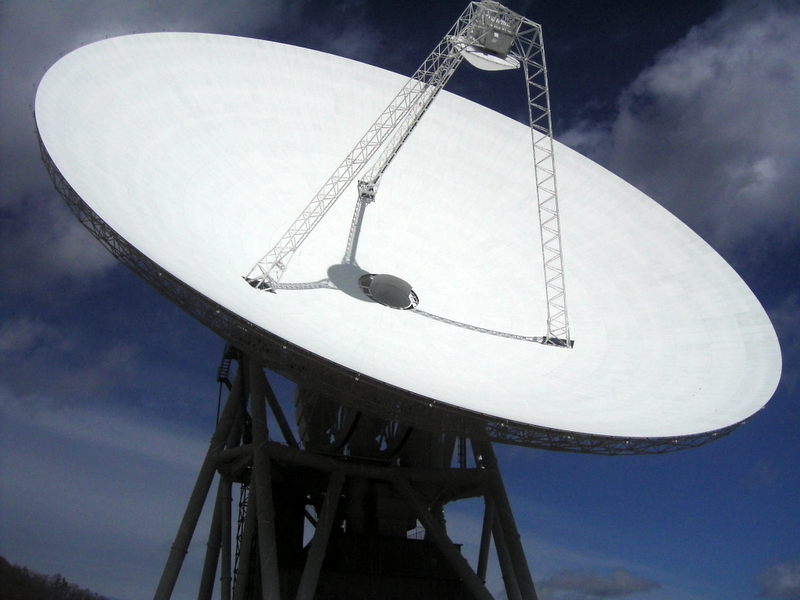
臼田宇宙空間観測所 パラボラアンテナ正面俯瞰

PLANET計画（プラネットけいかく）は、東京大学宇宙航空研究所（後の宇宙科学研究所 (ISAS)、現宇宙航空研究開発機構 (JAXA) 宇宙科学研究所）による太陽系探査計画、及び計画された宇宙探査機シリーズの名称である。
2010年現在、4機の探査機が打ち上げられ、1機の探査計画が進行中である。
他にこの計画から発展した複数の探査計画があり、それぞれ実績を上げている。

## 成立経緯と経過

### 惑星探査計画の黎明
日本における惑星探査の構想は1971年に始まる。宇宙科学研究所の前身である東京大学宇宙航空研究所で行われた「月・惑星シンポジウム」において長友信人の「大気改造の技術的可能性を考慮した金星観測計画について」や松尾弘毅の「Μロケットによる月・惑星ミッションの可能性について」が発表され、1972年の同シンポジウムでは連名で「スペースシャトル・ペイロードを利用した金星大気圏の観測計画」、「太陽帆推進による太陽接近観測の可能性について」が発表されている。この時期には金星周回探査機や金星大気球、小惑星・彗星サンプルリターン等が考案されたが、どれも十分な検討を経ているとは言い難く、また当時利用可能であったM-4Sロケットの打ち上げ能力が、惑星探査を行うにはあまりに非力であったこともあり、具体化には至らなかった。

### PLP計画
1974年、ミューロケットの上段をLOX/LH2エンジンへと置き換えた改良型であるM-Xロケットの検討が行われていたことを背景として、宇航研教授（当時）大林辰蔵によって科学衛星計画の一部として計画的な惑星探査が提案された。地球周辺空間や宇宙線の観測を行うEXOS計画や、より高度な総合観測を行うAST計画と並び提案されたものであり、PLP (Planetary Probe) 計画と呼ばれていた。計画はAからEまで以下の5つのミッションで構成されていた。
- PLP-A - 月・地球系オービタ。重量100-200kg。
- PLP-B - ラグランジュ点における太陽風定点観測機。重量100-200kg
- PLP-C - 火星移動観測機。重量500kg。
- PLP-D - 金星オービタ・ランダ。重量500kg。
- PLP-E - 木星系オービタ・ランダ。重量500kg。

1980年代前半での実現が予定されていたが、M-Xロケットの使用を前提とした場合においても単独で実現可能なのはPLP-Bまでであることから、計画の実現には国際協力による大型ロケットの利用が期待されることが考えられた。そのために米欧との協調に慎重な考慮を必要とするとされた。

### PLANET計画の成立
PLANET計画の具体的な構想は1975年に行われた「科学衛星シンポジウム」で開始されることとなる。このシンポジウムで東北大学の大家寛によって発表された「惑星探査の意義と計画」では、惑星探査を 1.惑星探検、2.惑星に対する科学知識の集積、3.惑星利用と実際面への応用という3段階に分割し、どの段階も重要であると述べた上で、日本は第2段階で参入すべきであると強調している。具体的な計画としては以下の様な探査機が提案された。
- PLANET-A,B - 大気や太陽風との相互作用、太陽光、太陽風と惑星間空間の探査を目的とする2機の200kg級金星周回探査機。
- PLANET-C - 電離層や磁気圏の探査、撮像を目的とする200kg級火星周回探査機。A,Bの技術を活用する。
- 木星探査計画 - 電波領域からX線領域、磁気圏とプラズマ領域等を目的とする1t級木星周回探査機。300kgの小探査機と直径3mのアンテナをもつ。

これを踏まえ、金星探査機のプロトタイプを想定し、後に「おおぞら」と命名されることになる中層大気観測衛星EXOS-C計画が提案された。これは1982年から1985年にかけて実施される「中層大気国際共同観測計画 (MAP)」に合わせたもので、1979年から開発が始められた。

### ハレー彗星探査

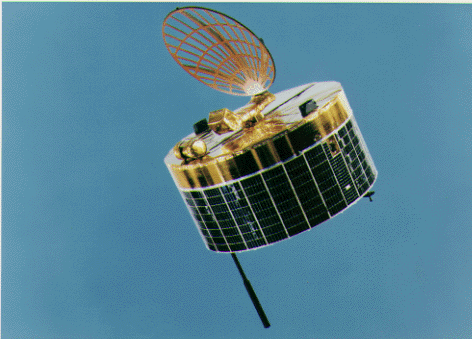
すいせい（PLANET-A）

1970年代後半、1910年以来76年ぶりにハレー彗星が接近することを受け、開発中のM-3Sロケットの2倍以上の打ち上げ能力をもつ改良型ミューロケット（M-3S改I型ロケット、後のM-3SIIロケット）によるハレー彗星探査計画を秋葉鐐二郎が発表し、ハレー彗星探査の機運が高まることとなった。その影響でPLANET-A計画も当初の金星探査機からハレー彗星探査機に変更される。当初は金星フライバイも盛り込まれる予定であったが、ハレー彗星に目標を絞り、総重量120kgの探査機を2機打ち上げることになった。
東京大学宇宙航空研究所が文部省直轄の宇宙科学研究所に組み替えられたこと、また、ハレー彗星探査において関係宇宙機関が連携を密にすること（ハレー艦隊）を目的にIACGが発足されたこと等もこの計画を後押しすることになる。PLANET-A計画を実現するために、4つの大きな開発が行われた。日本初の深宇宙探査機となるMS-T5「さきがけ」及びPLANET-A「すいせい」の探査機本体、探査機を惑星間軌道に打ち上げるM-3SIIロケット、探査機と通信を確立するための臼田宇宙空間観測所の直径64mパラボラアンテナ、探査機をハレー彗星まで導く航法システム、以上の4項目がそれである。
さきがけとすいせいは特に大きな問題もなくハレー彗星探査を終え、磁場観測や紫外線によるコマの撮像、太陽風との相互作用の調査等の分野で大きな成果をもたらした。

### 計画変更とロケット問題

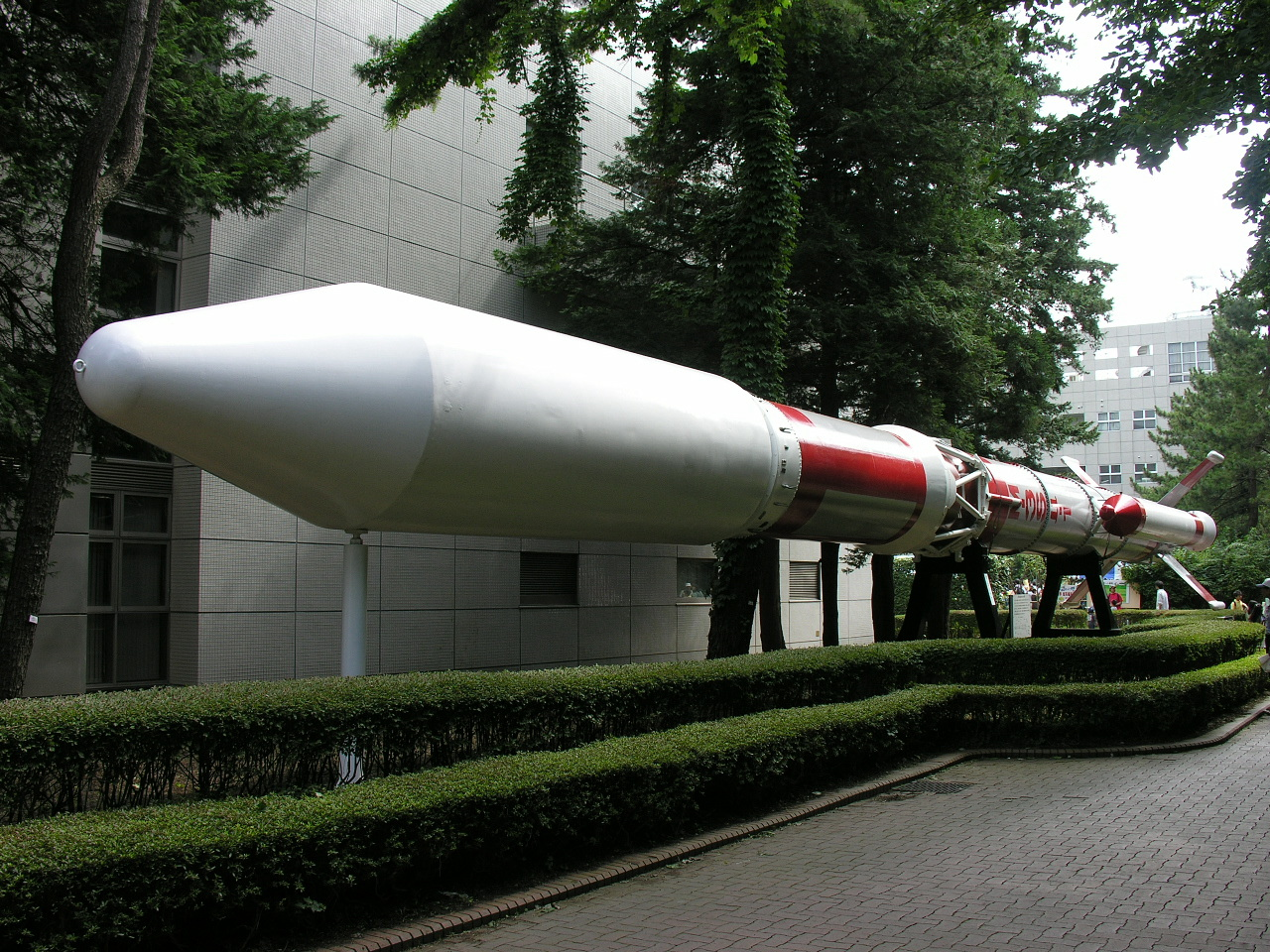
M-3SIIロケット実物大模型（相模原キャンパス）

PLANET-A計画の変更に伴いPLANET計画自体も変更が行われることになる。1979年の科学衛星シンポジウムで大家寛の「惑星圏研究観測計画の長期展望」によって以下のように提案された。
- MS-T5/PLANET-A - ハレー彗星探査機。改良型ミューロケットを用いる。
- PLANET-B/B' - 金星周回探査機。NまたはHロケットを用いる。1985年開発開始、1989年打ち上げ。
- PLANET-C/C' - 木星周回探査機。NまたはHロケットを用いる。1988年開発開始、1994年打ち上げ。
- Saturn Probe - 大型国際協力。アメリカ航空宇宙局 (NASA) の土星探査機カッシーニ計画へのプローブ提供。1982年開発開始、1987年打ち上げ。

NまたはHロケットを用いるとされているのは、1966年の国会報告によってミューロケットの直径は1.4mまでと制限されていた為に、ミューロケット及びその改良型の使用では打ち上げ能力が足りず、目的の探査が行えないと判断されたためである。M-3SIIロケット1,2号機打ち上げ以降、惑星探査用の大型固体ロケットを開発するABSOLUTE計画が本格的に始動したこと、また、文部省が宇宙開発事業団のロケットを用いることをよしとしなかったことや、M-3SIIロケットによって打ち上げた科学衛星が世界トップレベルの観測成果を挙げていること等から、1989年にM-Vロケットの開発が了承されたこと、これらをもってM-Vロケットを用いることに変更された。
PLANET-Cとして金星探査計画が選定される（後述）以前の1999年、大家寛は木星探査計画の打ち上げロケットに関して「しかしPLANET-C/C'計画は、やはりH-IIロケットの使用が不可欠であることを強調しておかねばならない」と述べている。

### 金星探査から火星探査へ
1980年代後半、大型探査計画が可能となる見込みが出たために、PLANET-B計画と並行して月・ペネトレータ計画（後のLUNAR-A計画）や小惑星サンプルリターン計画（後のMUSES-C計画）等、様々な探査計画が考案された。その中で金星探査機PLANET-B計画は着々と検討を進め、PLANET-A計画の探査機開発成果とEXOS-C計画の観測機器開発成果を活用したスピン安定式250kgの金星探査機を用い、パイオニア・ヴィーナス計画の観測成果を受けた上で、より詳細な観測を目指す計画となった。しかし、1989年秋から1990年春にかけて行われたM-Vロケット2号機のミッションプラン選定で、候補の1つとなったPLANET-B計画はMUSES-C計画と共にLUNAR-A計画に敗れ、再検討を要求されることになる。
再検討にあたって、NASAのバイキング計画で明らかになった火星の大気圧分布が理論モデルと合わないこと、ソ連のフォボス計画で火星の上層大気から宇宙空間への酸素の流出が観測されたこと、金星の上層大気についてはパイオニア・ヴィーナス計画で既に十分な探査が行われていること等から、火星探査派が金星探査派よりも優勢となる。また、工学研究者達の後押しがあったことが決め手となり、PLANET-B計画は火星探査機として開発されることになった。再検討を経て火星探査機となったPLANET-B計画は、1991年秋から1992年春にかけての選定でASTRO-E計画に競り勝ち、M-Vロケット3号機のミッションプランとして採用された。
その後、打ち上げ延期や過酷な軽量化、推進系配管に追加された逆止弁の故障によるパワードスイングバイ失敗と周回軌道投入用燃料の不足、大規模な太陽フレア、1bit通信など、のぞみは開発中から火星周回軌道投入までの道程にあった数々の困難をくぐり抜ける。しかし、2003年7月9日に電源投入ノイズによる誤作動で2度目の通信途絶が発生。火星周回軌道投入期限である同年12月9日までに通信が回復しなかったため、周回軌道投入を断念し、5年間に渡る運用が終了された。

### 水星探査と国際協力
PLANET-B計画が承認された1990年代前半、火星探査の次の計画としては水星探査が有力とされていた。この背景としては、当時水星を探査した探査機はマリナー10号のみであり、フライバイによる探査であったことから、極めて限定的な観測しか行われていなかったことが挙げられる。そのような状況の中で、1997年に水星探査WGが結成され、翌1998年5月28日に埼玉県大宮市（現・さいたま市）で行われた第21回宇宙技術および科学の国際シンポジウムにおいて、MUSES-Cでの実証を予定していたイオンエンジンを主推進器とする水星探査機の構想が発表された。
この構想はMUSES-DもしくはPLANET-Cになるとされ、高度300kmの水星周回軌道から、分解能30mでの全球マッピング及び磁気圏の観測を行うというものであった。構想では、2005年8月にM-VロケットもしくはH-IIAロケットを用いて打ち上げ、イオンエンジンによる軌道変換を行いながら2006年及び2007年に金星スイングバイを行った後、2008年1月に水星スイングバイを行い、2009年9月30日に高度300kmの水星周回軌道に投入するとされていた。
同年11月に正式に提案され、予算化を目指していたが、1年後の1999年11月に欧州宇宙機関(ESA)がコーナーストーンミッションとして検討中であったベピ・コロンボ計画への参加についてISASへ打診があり、翌2000年9月にISASからESAへ参加表明を行い、同年10月にはコーナーストーンミッションとして正式に採択された。

### 3度目の金星探査計画
1974年に行われたマリナー10号の探査によって脚光をあびたスーパーローテーション等、金星には地球とは異なる気象現象が多く存在する。これらの研究は何十年と続けられてきたにもかかわらずほとんど解明されておらず、比較惑星学等の観点から、多くの研究者が金星気象の調査を望んでいた。しかし、当時の探査計画のほとんどは地表面の探査や可視光での撮像に留まっていたため、これらの現象の構造解明に至る詳細な調査結果はもたらされずにいた。しかし、1990年頃に赤外線を用いて金星の下層大気や地表面までの大気圏を大気圏外から透視できる可能性が示唆される。この新たな探査手法の登場を受けて、PLANET-Bの打ち上げを控えた1995年頃、再び金星探査計画の検討が始められた。この計画は、金星の気象を探査することのみを目的とした世界初の惑星気象探査機というものであった。
のべ3度目となる金星探査計画は、金星上層大気と磁気圏の探査というそれまでの計画とは違い、世界初の金星気象探査機という新たな形をとって2001年1月11日から2日間に渡って開かれた第1回宇宙科学シンポジウムにおいて発表された。2001年5月10日の宇宙理学委員会、及びその後の宇宙開発委員会で計画が承認され、2004年から試作モデルの製作に取りかかった。M-Vロケットに最適化された設計を想定していたが、2006年にM-Vロケットの廃止が決定され、それに伴って打ち上げロケットがH-IIAロケットへ変更された。
「あかつき」は2010年5月21日にH-IIAロケット17号機で打上げられた。

### 太陽系探査ロードマップ
2003年に打ち上げられたはやぶさ (MUSES-C) が2005年に小惑星イトカワにランデブーし、多くの素晴らしい観測成果をあげた。しかし、その後継機に最低限必要な額の予算がつかないといった内部の問題が浮き彫りになり、また、はやぶさに対する一般の注目度が高かったこともあり、従来の ISASに欠けていたプログラム的探査を行うことによる戦略性の確保と探査失敗時の早期リカバリや、計画を規定するロードマップの必要性を主張する声が内外から大きくなる。それによって2007年4月1日、月・惑星探査推進グループ (JSPEC) が設立された（翌年、月・惑星探査プログラムグループに名称変更）。 
JSPECが実施する月・惑星探査のロードマップ及びJSPECの運営に寄与する委員会の進め方について検討するために、設立に先立つ2007年1月16日、宇宙理学委員会内において太陽系探査ロードマップ検討小委員会が開かれた。小委員会での議論は宇宙理学委員会で従来用いられていた「太陽系科学ロードマップ」を2006年8月23日にISAS有志が大幅改訂した「太陽系科学ミッションのロードマップ」を叩き台として進められた。小委員会報告を受けてJAXAは2008年8月に内外の専門家40人による宇宙探査委員会を新たに設置した。これによって従来の宇宙科学委員会の枠とは別にロードマップに沿った新たな計画を設けることが可能となった。
新体制における太陽系探査計画の中で、のぞみ後継の火星探査機など、ISASの実施する日本独自の惑星環境探査機には従来通りPLANETの名称が与えられる。他に月探査を目的とするSELENEシリーズ、始原天体探査を目的とするはやぶさシリーズ等があり、これらはJSPECが実施するものとされている。

## 計画の状況

### 完了ミッション
- MS-T5：ハレー彗星探査試験機『さきがけ』
- PLANET-A：ハレー彗星探査機『すいせい』
- PLANET-B：火星探査機『のぞみ』

### 進行中のミッション
- PLANET-C：金星探査機『あかつき』

### 計画・構想段階のミッション
- PLANET-X：次期火星探査計画 MELOS（2機のオービタとランダによる気象、大気散逸、固体についての火星総合探査）
- 木星圏・トロヤ群探査ミッション
- 金星大気球計画

## 関連計画

### 月探査プロジェクト
運用終了
- 月総合探査機『かぐや (SELENE)』

計画中
- 月極域探査機：月面車による月探査計画
- SELENE-3：月サンプルリターン計画
- SELENE-X：有人月探査を見据えた月探査計画

計画中止
- 月探査機『LUNAR-A』（1995年打ち上げ予定だったが、度重なる延期と機体の劣化を受け、2007年にプロジェクトの中止が決定された）
- 月探査機『LUNAR-B』（LUNAR-Aの後継機として構想段階にあったが、LUNAR-Aの中止によりSELENE計画へ統合）

### その他関連探査プロジェクト
- 工学実験・技術実証プロジェクト
  - MUSES-A：工学実験衛星（月探査機）『ひてん』
  - MUSES-B：工学実験衛星（電波天文観測衛星）『はるか』
  - MUSES-C：工学実験探査機（S型小惑星探査機）『はやぶさ』
  - 小型ソーラー電力セイル実証機『IKAROS』
- 始原天体探査プロジェクト（はやぶさシリーズ）
  - MUSES-C：工学実験探査機（S型小惑星探査機）『はやぶさ』
  - C型小惑星探査機『はやぶさ2』
  - 枯渇彗星核探査機『はやぶさMk2/マルコ・ポーロ』
  - D、P型小惑星探査機『はやぶさX』
- 戦略的に実施する中型計画に基づく衛星
  - 火星衛星探査計画(MMX)
  - LiteBIRD
- 公募型小型計画に基づく衛星
  - 小型月着陸実証機(SLIM)
  - 枯渇彗星核探査機『DESTINY+』
  - 小型JASMINE
  - Solar-C(EUVST)
- 国際共同惑星探査プロジェクト
  - ベピ・コロンボ (Bepi Colombo) 計画 - 日欧共同水星周回探査機、水星磁気圏探査機 (MMO)
  - JUICE - 欧州木星衛星探査機、日本は観測機器の一部を担当
  - CAESAR - 米ニュー・フロンティア計画ミッション候補の彗星核サンプルリターン構想、日本はカプセルを担当。

### 宇宙機関
- 宇宙航空研究開発機構
- 宇宙開発事業団
- 宇宙科学研究所

### 施設
- 臼田宇宙空間観測所
- 内之浦宇宙空間観測所

### ロケット
- ミューロケット
  - M-3SIIロケット
  - M-Vロケット
- H-IIAロケット

### PLANET計画の探査機
- さきがけ
- すいせい
- のぞみ
- あかつき